# كبلات شبكات

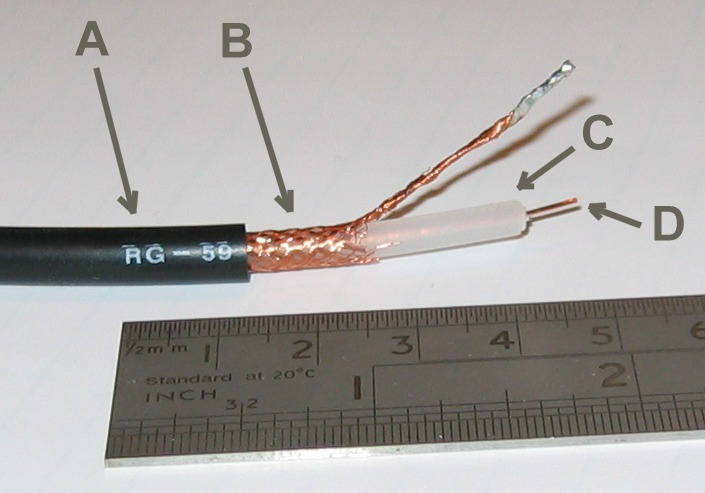

كَبْلات أو كابِلات الشبكات هي معدات الشبكات التي تستخدم لربط أحد اجهزة الشبكة مع أجهزة أخرى أو ربط جهازين حاسوب أو أكثر لمشاركة الطابعه أو الماسح …إلخ. هناك أنواع مختلفة للكبلات ومن الأمثلة عليها الكبل المحوري معتمدة على الطبعة المادية للشبكة والتقنية الطبولوجبة والحجم. يمكن فصل هذه الأجهزة بأمتار قليلة (خلال الإيثرنت) أو لمسافات غير محددة (عبر التوصيل بالإنترنت).
هناك تقنيات متعددة تستخدم لربط الشبكات. كيبلات التوصيل تستخدم لمسافات قصيرة في المكاتب وخزانات الاسلاك. أما الوصلات الكهربائية فتستخدم للمسافات الطويلة وللتطبيقات التي تحتاج إلى فترات عالية لنقل البيانات أو العزل الكهربائي.
العديد من التمديدات تستخدم الكبلات الهيكلية لضمان الموثوقية وقابلية هذه الكيابل على الصيانة. في بعض البيوت والتطبيقات الصناعية تستخدم خطوط الجهد العال ككبل الشبكة.

## كبل الأزواج المجدولة
كبل السلك المزدوج: كبل موصل Rj-45 واسع الانتشار نوع من الاسلاك التي يتم ربط موصلين في دائرة واحدة بشكل ملتوي مع بعض بهدف إلغاء التداخل الكهرومغناطيسي القادم من مصادر خارجية.
هذا النوع من الكبلات يستخدم في البيوت وشبكات الإنترنت.
يستخدم كبل الازواج المجدولة في الكبلات التصحيحية القصيرة وفي المدى البعيد يعمل في الكبلات الهيكلية
كيبل ألايثرنت المزدوج هو نوع من الكبلات المزدوجة تستخدم لربط اجهزة الحاسوب مع بعض مباشرة حيث يتم توصيلها بالعادة عبر شبكة أو موزع الإنترنت أو الراوتر، على سبيل المثال توصيل حاسوبين شخصيين من خلال شبكة واحدة. معضم الايثرنت الحالية تدعم (auto MD-X) لذلك ليست مشكلة لإستخدام كبل مستقيم أو ملتو

## الألياف البصرية
كبل الالياف البصرية يحتوي على بؤرة زجاجية مركزية محاطة بطبقات متعددة من مواد عازلة. كبل الالياف البصرية هو أغلى من النحاس لكنة يغطي مسافات شاسعة. هناك نوعيتين من كبل الالياف البصرية إما متعدد الالياف للمدى القصير أو منفرد الالياف للمدى البعيد.

## الكبل المحوري
هو شكل من الكبلات ينقل الامواج الكهرومغناطيسية داخل الكيبل ما بين الموصل المركزي والعازل. نقل الطاقة يقللها بشكل كبير عبر العازل الكهربائي داخل الكبل بين الموصلات. يكمن للخطوط المحورية لهذا السبب ان تتجدل أو تنحني من دون أي تأثسر سلبي ويمكن ان تعاني من النقص من دون حمل أو حث أي تيار غير مرغوب فية.
ألإيثرنت القديم (10 base5) و (10 base2) كانت تسختد في نطاقها الأساسي الكيبل المحوري
في قرن ال20 نظام ال L-carrier استخدم الكبل المحوري لمكالمات بعيدة المسافة
الكبلات المحورية تستخدم بشكل شاسع في التلفاز واي امواج أخرى بالرغم من معظم كبلات البيوت المحورية يتم تثبيتها لنقل الاشارات التلفزيونية، التكنولوجيا الحديثة على سبيل المثال
(معايير ITU(
اتاح الفرصة لإستخدام هذا الكيبل بسرعات عالية لتطبيقات الشبكات في البيوت

## كبل التصحيح
هو كبل كهربائي أو بصري يستخدم لربط أحد الأجهزة الإلكترونية مع آخر عبر البنيه التحتية للأبنية
أجهزة من أنواع مختلفة على سبيل المثال مفتاح ربط للكمبيوتر  أو مفتاح يوصل بالراوتر.
كبل التصحيح يصنع بألوان مختلفة في العادة لذلك يسهل تمييزة
ومعضمها تكون قصيرة (ليست أطول من بعض الامتار) بالمقارنة مع الاسلاك الداخلية كبل التصحيح أكثر مرونة.

## كبلات خطوط الطاقة
بالرغم من أسلاك الطاقة المترددة غير مخصصة للإستخدام في توصلات الشبكة، توصيلات خطوط الطاقة تسمح باستخدام هذة الكيبلات في ربط أجهزة الحاسوب المنزلية وألاجهزة الأخرى وغيرها من المنتجات الإستهلاكية المتصلة بالشبكة. تكنولوجيا ال HomePlug للعائلة كانت تستخدم قديما. في كانون الأول عام 2008 ال ITU-T تبنت توصيات ال G.hn/G.9960 كأول معايير عالمية للسرعات العالية في توصيلات خطوط الطاقة. Gh.n أيضاً وضحت تقنيات التواصل عبر الفئة الثالثة للكوابل  التي تستخدم في الهواتف والكبل المحوري الذي يستخدم في كبل التلفاز بالمنزل.